# Afrotyphlops tanganicanus
Espèce
Synonymes
- Typhlops schmidti tanganicanus Laurent, 1964
- Typhlops tanganicanus Laurent, 1964

Statut de conservation UICN

 LC  : Préoccupation mineure
Afrotyphlops tanganicanus est une espèce de serpents de la famille des Typhlopidae. 

## Répartition
Cette espèce est endémique du Sud-Est de la Tanzanie. Elle se rencontre entre 25 et 470 m d'altitude.

## Publication originale
- Laurent, 1964 : A Revision of the punctatus Group of African Typhlops. Bulletin of the Museum of Comparative Zoology, Harvard, vol. 130, no 6, p. 387-444 (texte intégral).